# سيتون (أورن)
سيتون هي بلدية في أورن في شمال غرب فرنسا.